# Bo Thorén
Bo Thorén, född 1940, död 2016, var en svensk bildkonstnär.
Bo Thorén utbildade sig till skulptör först på Konstfack i Stockholm och sedan under fem år på Kungliga Konsthögskolan i Stockholm. Han gjorde ett flertal minnesmynt och medaljer för Myntverket, och har också formgivit den sista svenska 50-öringen i koppar från 1970-talet.

## Offentlig konst i urval
- Sandkilen, lekskulptur i furu och natursten, Älta gårds förskola i Nacka (tillsammans med Percy Andersson och Dag Malmberg)
- Hundländaren, 1990, lekskulptur i Tidaholmsparken i Hammarbyhöjden i Stockholm (tillsammans med Percy Andersson och Dag  Malmberg)